# Zaolesiec
Zaolesiec – dawniej osada leśna w Polsce, w województwie świętokrzyskim, w powiecie kieleckim, w gminie Raków.
W latach 1975–1998 miejscowość należała administracyjnie do województwa kieleckiego.
Miejscowość zniesiono z dniem 1 stycznia 2016.